# Championnat du monde de roller in line hockey FIRS 2014
Navigation
2013 2015
Le championnat du monde 2014 de roller in line hockey est la vingtième édition organisée par la Fédération internationale de roller sports. Elle se tient du 7 au 13 juillet 2014 à Toulouse, en France, en même temps que le championnat junior féminin, et à la suite des championnats féminin et junior masculins, qui se déroulent du 30 juin au 6 juillet 2014.
Après avoir terminé deuxièmes du groupe A, les États-Unis sont sacrés champions du monde en battant en finale la République Tchèque par cinq buts à zéro. L'équipe Canada se classe troisième, devant la Suisse.
Après une élimination prématurée en phase de poule, l'équipe de France remporte facilement la coupe du monde (poule basse du championnat) en battant 9-0 en finale la Grande-Bretagne et se classe ainsi neuvième du championnat.

## Équipes engagées
Les vingt-quatre équipes sont séparées en six poules (A, B, C, D, E et F) de quatre équipes chacune,.
Groupe A
- États-Unis
- République tchèque
- Royaume-Uni
- Suède

Groupe B
- Suisse
- France
- Canada
- Italie

Groupe C
- Argentine
- Espagne
- Namibie
- Australie

Groupe D
- Venezuela
- Brésil
- Colombie
- Russie

Groupe E
- Pologne
- Inde
- Nouvelle-Zélande
- Lettonie

Groupe F
- Belgique
- Allemagne
- Mexique
- Chine

## Phase préliminaire
Pour les groupes A et B, les trois premières équipes sont qualifiées pour les quarts de finale et l'équipe classée quatrième dispute la coupe du monde. Pour les groupes C, D, E et F, l'équipe classée première est qualifiée pour les barrages, dont les gagnants sont qualifiés pour les quarts de finale ; celle classée deuxième ainsi que les perdants des barrages disputent la coupe du monde.
Les matchs durent deux mi-temps de vingt minutes chacune, au lieu de vingt-cinq habituellement, en raison de la durée de la compétition. Une victoire rapporte deux points, une égalité rapporte un point à chaque équipe et une défaite ne rapporte ni n'enlève aucun point. En cas d'égalité à l'issue de la phase préliminaire, les équipes sont départagées, dans cet ordre, par la différence de buts particulière, la différence de buts générale, le nombre de buts marqués et le total du temps des pénalités infligées à chaque équipe.

### Groupe A

#### Matchs
| 8 juillet 2014 | Suède | 2-2 (1-1, 1-1) | États-Unis | Palais des sports André-Brouat |

| Feuille de match | Feuille de match                                                  | Feuille de match | Feuille de match                                            | Feuille de match |
| ---------------- | ----------------------------------------------------------------- | ---------------- | ----------------------------------------------------------- | ---------------- |
|                  | Börjesson (O'Connor) — 16 min 4 s Börjesson (Olsson) — 38 min 3 s | 1-0 1-1 2-1 2-2  | Hodge (Mazzie) — 17 min 40 s Cadiz (Campbell) — 38 min 39 s |                  |
|                  |                                                                   |                  |                                                             |                  |
| 0 min            | Pénalités                                                         | 0 min            |                                                             |                  |
|                  |                                                                   |                  |                                                             |                  |

| 8 juillet 2014 | République tchèque | 3-0 (1-0, 2-0) | Royaume-Uni | Palais des sports André-Brouat |

| Feuille de match | Feuille de match                                                                         | Feuille de match | Feuille de match | Feuille de match |
| ---------------- | ---------------------------------------------------------------------------------------- | ---------------- | ---------------- | ---------------- |
|                  | Senkerik (Pribyl) — 19 min 35 s Sinagl (Simo) — 27 min 47 s Kafka (Loskot) — 28 min 53 s | 1-0 2-0 3-0      |                  |                  |
|                  |                                                                                          |                  |                  |                  |
| 0 min            | Pénalités                                                                                | 2 min            |                  |                  |
|                  |                                                                                          |                  |                  |                  |

| 9 juillet 2014 | États-Unis | 2-3 (0-1, 2-2) | République tchèque | Palais des sports André-Brouat |

| Feuille de match | Feuille de match                                    | Feuille de match    | Feuille de match                                                  | Feuille de match |
| ---------------- | --------------------------------------------------- | ------------------- | ----------------------------------------------------------------- | ---------------- |
|                  | Hoar (Kane) — 21 min 16 s Cadiz (Hoar) — 25 min 9 s | 0-1 1-1 1-2 2-2 2-3 | Kafka (Senkerik) — 14 min 33 s Fiala — 21 min 48 s Kafka — 31 min |                  |
|                  |                                                     |                     |                                                                   |                  |
| 6 min            | Pénalités                                           | 2 min               |                                                                   |                  |
|                  |                                                     |                     |                                                                   |                  |

| 9 juillet 2014 | Royaume-Uni | 2-4 (0-1, 2-3) | Suède | Palais des sports André-Brouat |

| Feuille de match | Feuille de match                                             | Feuille de match        | Feuille de match | Feuille de match |
| ---------------- | ------------------------------------------------------------ | ----------------------- | --- | ---------------- |
|                  | Rose (Shelton) — 21 min 40 s Lowe (Hutchinson) — 34 min 46 s | 0-1 1-1 1-2 2-2 2-3 2-4 | H. Gustavsson (P. Gustavasson) — 16 min 29 s P. Gustavasson (Engsund) — 21 min 59 s Engsund (S. Gustavsson) — 38 min 54 s S. Gustavsson (Engsund) — 39 min 53 s |                  |
|                  |                                                              |                         | |                  |
| 4 min            | Pénalités                                                    | 27 min                  | |                  |
|                  |                                                              |                         | |                  |

| 10 juillet 2014 | États-Unis | 9-0 (6-0, 3-0) | Royaume-Uni | Palais des sports André-Brouat |

| Feuille de match | Feuille de match | Feuille de match                    | Feuille de match | Feuille de match |
| ---------------- | --- | ----------------------------------- | ---------------- | ---------------- |
|                  | Mazzie (Kane) — 5 min 5 s Cripps (Cadiz) — 5 min 35 s Mazzie — 8 min 11 s Nowick (Cadiz) — 8 min 49 s (SN) Mazzie (Nowick) — 14 min 21 s Cadiz (Kavaya) — 16 min 34 s Kavaya (Campbell) — 20 min 41 s Kavaya (Hoar) — 23 min 49 s Hoar (Cadiz) — 8 min 34 s | 1-0 2-0 3-0 4-0 5-0 6-0 7-0 8-0 9-0 |                  |                  |
|                  | |                                     |                  |                  |
| 10 min           | Pénalités | 10 min                              |                  |                  |
|                  | |                                     |                  |                  |

| 10 juillet 2014 | République tchèque | 3-2 (1-1, 2-1) | Suède | Palais des sports André-Brouat |

| Feuille de match | Feuille de match                                                                 | Feuille de match    | Feuille de match                                                                 | Feuille de match |
| ---------------- | -------------------------------------------------------------------------------- | ------------------- | -------------------------------------------------------------------------------- | ---------------- |
|                  | Tvrznik — 18 min 15 s Loskot (Simo) — 20 min 28 s Sinagl (Strycek) — 28 min 21 s | 0-1 1-1 2-1 3-1 3-2 | O. Engsund (Gustavasson) — 9 min 15 s (SN) F. Engsund (O. Engsund) — 36 min 21 s |                  |
|                  |                                                                                  |                     |                                                                                  |                  |
| 10 min           | Pénalités                                                                        | 8 min               |                                                                                  |                  |
|                  |                                                                                  |                     |                                                                                  |                  |

#### Classement
| Clt   | Équipe             | PJ | V | D | N | BP | BC | Pts |
| ----- | ------------------ | -- | - | - | - | -- | -- | --- |
| +001, | République tchèque | 3  | 3 | 0 | 0 | 9  | 4  | 6   |
| +002, | États-Unis         | 3  | 1 | 1 | 1 | 13 | 5  | 3   |
| +003, | Suède              | 3  | 1 | 1 | 1 | 8  | 7  | 3   |
| +004, | Royaume-Uni        | 3  | 0 | 3 | 0 | 2  | 16 | 0   |

- Qualifié pour les quarts de finale
- Dispute la coupe du monde

### Groupe B

#### Matchs
| 7 juillet 2014 | France | 2-3 (1-3, 1-0) | Suisse | Palais des sports André-Brouat |

| Feuille de match | Feuille de match                                                      | Feuille de match    | Feuille de match                                                                                     | Feuille de match |
| ---------------- | --------------------------------------------------------------------- | ------------------- | --- | ---------------- |
|                  | Crignier (Couraud) — 14 min 33 s (SN) Lapresa (Couraud) — 39 min 15 s | 0-1 0-2 0-3 1-3 2-3 | Rubin (Schild) — 6 min 16 s (SN) Hirt (Brauchli) — 6 min 54 s Schwarzenbach (Ganz) — 9 min 57 s (SN) |                  |
|                  |                                                                       |                     | |                  |
| 6 min            | Pénalités                                                             | 8 min               | |                  |
|                  |                                                                       |                     | |                  |

| 8 juillet 2014 | Canada | 5-2 (2-2, 3-0) | Italie | Palais des sports André-Brouat |

| Feuille de match | Feuille de match | Feuille de match            | Feuille de match                                      | Feuille de match |
| ---------------- | --- | --------------------------- | ----------------------------------------------------- | ---------------- |
|                  | Hammond (Woods) — 12 min 12 s Delfino (Gruber) — 17 min 50 s Matthews (Garb) — 22 min 24 s Garb (Bennett) — 37 min 56 s Hammond (Woods) — 39 min 6 s | 0-1 1-1 2-1 2-2 3-2 4-2 5-2 | Buggin (Ciresa) — 6 min 26 s Garb (Eng) — 16 min 19 s |                  |
|                  | |                             |                                                       |                  |
| 4 min            | Pénalités | 4 min                       |                                                       |                  |
|                  | |                             |                                                       |                  |

| 9 juillet 2014 | Suisse | 4-2 (2-1, 2-1) | Italie | Palais des sports André-Brouat |

| Feuille de match | Feuille de match | Feuille de match        | Feuille de match                                               | Feuille de match |
| ---------------- | --- | ----------------------- | -------------------------------------------------------------- | ---------------- |
|                  | Felicetti (Frizzera) — 5 min 45 s Schwarzenbach (Ganz) — 11 min 35 s Felicetti (Ciresa) — 34 min 43 s Schwarzenbach — 39 min 41 s | 1-0 1-1 2-1 2-2 3-2 4-2 | Brauchli (Hirt) — 6 min 53 s Schwarzenbach (Hirt) — 21 min 5 s |                  |
|                  | |                         |                                                                |                  |
| 4 min            | Pénalités | 4 min                   |                                                                |                  |
|                  | |                         |                                                                |                  |

| 9 juillet 2014 | Canada | 1-2 (0-0, 1-2) | France | Palais des sports André-Brouat |

| Feuille de match | Feuille de match      | Feuille de match | Feuille de match                                              | Feuille de match |
| ---------------- | --------------------- | ---------------- | ------------------------------------------------------------- | ---------------- |
|                  | Clewlow — 24 min 28 s | 1-0 1-1 1-2      | Gabillet (Tijou) — 28 min 43 s Jalinier (Tijou) — 35 min 56 s |                  |
|                  |                       |                  |                                                               |                  |
| 6 min            | Pénalités             | 2 min            |                                                               |                  |
|                  |                       |                  |                                                               |                  |

| 10 juillet 2014 | Suisse | 1-1 (1-1, 0-0) | Canada | Palais des sports André-Brouat |

| Feuille de match | Feuille de match            | Feuille de match | Feuille de match              | Feuille de match |
| ---------------- | --------------------------- | ---------------- | ----------------------------- | ---------------- |
|                  | Schwarzenbach — 15 min 34 s | 0-1 1-1          | Hammond (Allan) — 12 min 24 s |                  |
|                  |                             |                  |                               |                  |
| 6 min            | Pénalités                   | 2 min            |                               |                  |
|                  |                             |                  |                               |                  |

| 10 juillet 2014 | Italie | 1-0 (0-0, 1-0) | France | Palais des sports André-Brouat |

| Feuille de match | Feuille de match                | Feuille de match | Feuille de match | Feuille de match |
| ---------------- | ------------------------------- | ---------------- | ---------------- | ---------------- |
|                  | Ciresa (Belcastro) — 35 min 7 s | 1-0              |                  |                  |
|                  |                                 |                  |                  |                  |
| 2 min            | Pénalités                       | 6 min            |                  |                  |
|                  |                                 |                  |                  |                  |

#### Classement
| Clt   | Équipe | PJ | V | D | N | BP | BC | Pts |
| ----- | ------ | -- | - | - | - | -- | -- | --- |
| +001, | Suisse | 3  | 2 | 0 | 1 | 8  | 5  | 5   |
| +002, | Canada | 3  | 1 | 1 | 1 | 7  | 5  | 3   |
| +003, | Italie | 3  | 1 | 2 | 0 | 5  | 9  | 2   |
| +004, | France | 3  | 1 | 2 | 0 | 4  | 5  | 2   |

- Qualifié pour les quarts de finale
- Dispute la coupe du monde

### Groupe C

#### Matchs
| 8 juillet 2014 | Argentine | 0-2 (0-1, 0-1) | Espagne | Palais des sports André-Brouat |

| Feuille de match | Feuille de match | Feuille de match | Feuille de match                                                     | Feuille de match |
| ---------------- | ---------------- | ---------------- | -------------------------------------------------------------------- | ---------------- |
|                  |                  | 0-1 0-2          | Alfaro — 2 min 48 s Herrero Llorente (Benito Pons) — 21 min 6 s (SN) |                  |
|                  |                  |                  |                                                                      |                  |
| 4 min            | Pénalités        | 6 min            |                                                                      |                  |
|                  |                  |                  |                                                                      |                  |

| 8 juillet 2014 | Australie | 4-3 (1-2, 3-1) | Namibie | Palais des sports André-Brouat |

| Feuille de match | Feuille de match                                                                                   | Feuille de match            | Feuille de match                                                                                          | Feuille de match |
| ---------------- | -------------------------------------------------------------------------------------------------- | --------------------------- | --- | ---------------- |
|                  | Harrington (Wood) — 9 min 59 s Best (Palmer) — 33 min 37 s Goulds — 36 min 58 s Wood — 37 min 17 s | 0-1 0-2 1-2 2-2 3-2 4-2 4-3 | Badenhorst (Van Biljon) — 1 min 53 s Debortoli (Van Biljon) — 2 min 58 s Woolf (Van Biljon) — 39 min 18 s |                  |
|                  | |                             | |                  |
| 2 min            | Pénalités                                                                                          | 2 min                       | |                  |
|                  | |                             | |                  |

| 9 juillet 2014 | Namibie | 2-2 (0-1, 2-1) | Argentine | Palais des sports André-Brouat |

| Feuille de match | Feuille de match                                             | Feuille de match | Feuille de match                                             | Feuille de match |
| ---------------- | ------------------------------------------------------------ | ---------------- | ------------------------------------------------------------ | ---------------- |
|                  | Debortoli — 32 min 15 s Baas (Van Biljon) — 34 min 52 s (SN) | 0-1 0-2 1-2 2-2  | Irrisarri (Vadra) — 17 min 33 s Vadra (Guzman) — 26 min 42 s |                  |
|                  |                                                              |                  |                                                              |                  |
| 4 min            | Pénalités                                                    | 4 min            |                                                              |                  |
|                  |                                                              |                  |                                                              |                  |

| 9 juillet 2014 | Espagne | 4-1 (2-1, 2-0) | Australie | Palais des sports André-Brouat |

| Feuille de match | Feuille de match | Feuille de match    | Feuille de match         | Feuille de match |
| ---------------- | --- | ------------------- | ------------------------ | ---------------- |
|                  | Porqueras Marques (Torres Galeno) — 2 min 30 s Olmedo Lopez (Olivella Farell) — 3 min 39 s Herrero Llorente (Benito Pons) — 34 min 32 s (SN) Montero Búrdalo (Ruben Garcia Pascual) — 19 min 6 s | 0-1 1-1 2-1 3-1 4-1 | Adams (Dumpleton) — 29 s |                  |
|                  | |                     |                          |                  |
| 2 min            | Pénalités | 4 min               |                          |                  |
|                  | |                     |                          |                  |

| 10 juillet 2014 | Argentine | 3-4 (1-2, 2-2) | Australie | Palais des sports André-Brouat |

| Feuille de match | Feuille de match                                                                           | Feuille de match            | Feuille de match | Feuille de match |
| ---------------- | ------------------------------------------------------------------------------------------ | --------------------------- | --- | ---------------- |
|                  | Portabella (Vadra) — 17 min 11 s Marengo (Irrisarri) — 37 min Insua (Guzman) — 39 min 23 s | 0-1 0-2 1-2 1-3 2-3 2-4 3-4 | Dumpleton (Goulds) — 8 min 3 s Harrington (Wood) — 9 min 36 s (SN) Palmer (Summons) — 31 min 37 s Thelander — 37 min 22 s |                  |
|                  |                                                                                            |                             | |                  |
| 4 min            | Pénalités                                                                                  | 4 min                       | |                  |
|                  |                                                                                            |                             | |                  |

| 10 juillet 2014 | Namibie | 3-7 (2-4, 1-3) | Espagne | Palais des sports André-Brouat |

| Feuille de match | Feuille de match                                                                       | Feuille de match                        | Feuille de match | Feuille de match |
| ---------------- | -------------------------------------------------------------------------------------- | --------------------------------------- | --- | ---------------- |
|                  | Coetzee — 1 min 47 s Baas (Van Biljon) — 3 min 30 s (SN) Coetzee (Doeseb) — 31 min 3 s | 0-1 0-2 1-2 2-2 2-3 2-4 2-5 3-5 3-6 3-7 | Fajardo (Porqueras Marques) — 40 s Benito Pons (Olmedo Lopez) — 1 min 17 s Benito Pons (Olmedo Lopez) — 13 min 8 s Montero Búrdalo (Alfaro) — 14 min 18 s Olmedo Lopez — 24 min 20 s Perez Acuña — 32 min 49 s Porqueras Marques (Fajardo) — 3 min 16 s |                  |
|                  |                                                                                        |                                         | |                  |
| 0 min            | Pénalités                                                                              | 4 min                                   | |                  |
|                  |                                                                                        |                                         | |                  |

#### Classement
| Clt   | Équipe    | PJ | V | D | N | BP | BC | Pts |
| ----- | --------- | -- | - | - | - | -- | -- | --- |
| +001, | Espagne   | 3  | 3 | 0 | 0 | 13 | 4  | 6   |
| +002, | Australie | 3  | 2 | 1 | 0 | 9  | 10 | 4   |
| +003, | Argentine | 3  | 0 | 2 | 1 | 5  | 8  | 1   |
| +004, | Namibie   | 3  | 0 | 2 | 1 | 8  | 13 | 1   |

- Qualifié pour les barrages
- Dispute la coupe du monde

### Groupe D

#### Matchs
| 8 juillet 2014 | Brésil | 1-5 (1-3, 0-2) | Russie | Palais des sports André-Brouat |

| Feuille de match | Feuille de match    | Feuille de match        | Feuille de match | Feuille de match |
| ---------------- | ------------------- | ----------------------- | --- | ---------------- |
|                  | Araújo — 1 min 37 s | 0-1 1-1 1-2 1-3 1-4 1-5 | Ciresa (Belcastro) — 35 s Dubinin (Ulianov) — 11 min 54 s Ugarov (Sabirov) — 16 min 55 s Dubinin (Burets) — 27 min 57 s Ugarov (Lapin) — 36 min 43 s |                  |
|                  |                     |                         | |                  |
| 2 min            | Pénalités           | 4 min                   | |                  |
|                  |                     |                         | |                  |

| 8 juillet 2014 | Colombie | 1-0 (1-0, 0-0) | Venezuela | Palais des sports André-Brouat |

| Feuille de match | Feuille de match        | Feuille de match | Feuille de match | Feuille de match |
| ---------------- | ----------------------- | ---------------- | ---------------- | ---------------- |
|                  | Buteur inconnu — 20 min | 1-0              |                  |                  |
|                  |                         |                  |                  |                  |
| 0 min            | Pénalités               | 0 min            |                  |                  |
|                  |                         |                  |                  |                  |

| 9 juillet 2014 | Venezuela | 0-1 (0-1, 0-0) | Brésil | Palais des sports André-Brouat |

| Feuille de match | Feuille de match | Feuille de match | Feuille de match        | Feuille de match |
| ---------------- | ---------------- | ---------------- | ----------------------- | ---------------- |
|                  |                  | 0-1              | Buteur inconnu — 20 min |                  |
|                  |                  |                  |                         |                  |
| 0 min            | Pénalités        | 0 min            |                         |                  |
|                  |                  |                  |                         |                  |

| 9 juillet 2014 | Russie | 4-2 (1-2, 3-0) | Colombie | Palais des sports André-Brouat |

| Feuille de match | Feuille de match                                                                                                | Feuille de match        | Feuille de match                                                                                  | Feuille de match |
| ---------------- | --- | ----------------------- | ------------------------------------------------------------------------------------------------- | ---------------- |
|                  | Dubinin (Grishin) — 15 min 12 s Abozin — 27 min 29 s Lapin (Abozin) — 37 min 18 s Lapin (Dubinin) — 37 min 37 s | 0-1 0-2 1-2 2-2 3-2 4-2 | Jimenez Velasquez (Sanchez Osorio) — 9 min 27 s Espinosa Romero (Jimenez Velasquez) — 12 min 31 s |                  |
|                  | |                         |                                                                                                   |                  |
| 26 min           | Pénalités | 4 min                   |                                                                                                   |                  |
|                  | |                         |                                                                                                   |                  |

| 10 juillet 2014 | Brésil | 2-2 (2-0, 0-2) | Colombie | Palais des sports André-Brouat |

| Feuille de match | Feuille de match                                                                           | Feuille de match | Feuille de match                                                        | Feuille de match |
| ---------------- | ------------------------------------------------------------------------------------------ | ---------------- | ----------------------------------------------------------------------- | ---------------- |
|                  | Araújo (Limeira da Silva) — 6 min 22 s Ribeiro de Souza (Alexandre Guilardi) — 17 min 10 s | 1-0 2-0 2-1 2-2  | Espinosa Romero (Sanchez Osorio) — 36 min 7 s (SN) Mendez — 39 min 32 s |                  |
|                  |                                                                                            |                  |                                                                         |                  |
| 31 min           | Pénalités                                                                                  | 8 min            |                                                                         |                  |
|                  |                                                                                            |                  |                                                                         |                  |

| 10 juillet 2014 | Venezuela | 0-1 (0-1, 0-0) | Russie | Gymnase de la Ramée |

| Feuille de match | Feuille de match | Feuille de match | Feuille de match        | Feuille de match |
| ---------------- | ---------------- | ---------------- | ----------------------- | ---------------- |
|                  |                  | 0-1              | Buteur inconnu — 20 min |                  |
|                  |                  |                  |                         |                  |
| 0 min            | Pénalités        | 0 min            |                         |                  |
|                  |                  |                  |                         |                  |

#### Classement
| Clt   | Équipe    | PJ | V | D | N | BP | BC | Pts |
| ----- | --------- | -- | - | - | - | -- | -- | --- |
| +001, | Russie    | 3  | 3 | 0 | 0 | 10 | 3  | 6   |
| +002, | Colombie  | 3  | 1 | 1 | 1 | 5  | 6  | 3   |
| +003, | Brésil    | 3  | 1 | 1 | 1 | 4  | 7  | 3   |
| +004, | Venezuela | 3  | 0 | 3 | 0 | 0  | 3  | 0   |

- Qualifié pour les barrages
- Dispute la coupe du monde

### Groupe E

#### Matchs
| 8 juillet 2014 | Nouvelle-Zélande | 3-3 (3-1, 0-2) | Pologne | Palais des sports André-Brouat |

| Feuille de match | Feuille de match                                                                         | Feuille de match        | Feuille de match                                                                 | Feuille de match |
| ---------------- | ---------------------------------------------------------------------------------------- | ----------------------- | -------------------------------------------------------------------------------- | ---------------- |
|                  | Jameson (Novak) — 38 s Jameson (Beardman) — 3 min 22 s Hill (Beardman) — 8 min 20 s (IN) | 1-0 2-0 2-1 3-1 3-2 3-3 | Owczarek — 5 min 5 s Wróbel (Strużyk) — 23 min 57 s Gutkowski — 15 min 40 s (SN) |                  |
|                  |                                                                                          |                         |                                                                                  |                  |
| 14 min           | Pénalités                                                                                | 0 min                   |                                                                                  |                  |
|                  |                                                                                          |                         |                                                                                  |                  |

| 8 juillet 2014 | Lettonie | 35-0 (24-0, 11-0) | Inde | Palais des sports André-Brouat |

| Feuille de match | Feuille de match | Feuille de match | Feuille de match | Feuille de match |
| ---------------- | --- | --- | ---------------- | ---------------- |
|                  | Maslovskis (Durdins) — 13 s Ogorodnikovs (Maslovskis) — 29 s Galkins — 1 min 18 s Maslovskis — 1 min 25 s Galkins (Gorodnikovs) — 3 min 9 s Veispals (Galubovich) — 3 min 50 s Maslovskis (Batraks) — 6 min 40 s Veispals (Galkins) — 8 min 6 s Shahno — 10 min 30 s Shahno (Galubovich) — 10 min 41 s Shahno — 11 min 18 s Klimkans (Batraks) — 11 min 55 s Ogorodnikovs (Batraks) — 12 min 29 s Galkins — 12 min 55 s Galubovich (Purvins) — 13 min 34 s Klimkans (Ogorodnikovs) — 14 min 5 s Galubovich (Veispals) — 14 min 23 s Galkins (Galubovich) — 15 min 42 s Ogorodnikovs (Batraks) — 17 min 5 s Shahno (Galubovich) — 17 min 24 s Galkins (Galubovich) — 18 min 12 s Maslovskis (Ogorodnikovs) — 18 min 37 s Klimkans — 18 min 43 s Ogorodnikovs (Maslovskis) — 19 min 35 s Klimkans (Maslovskis) — 22 min 40 s Batraks (Maslovskis) — 23 min 8 s Shahno (Veispals) — 24 min 58 s Galubovich (Shahno) — 27 min 26 s Batraks (Klimkans) — 30 min 36 s Durdins (Batraks) — 35 min 8 s Galkins (Shahno) — 35 min 33 s Galubovich (Purvins) — 36 min 41 s Durdins (Maslovskis) — 37 min 3 s Ogorodnikovs (Klimkans) — 37 min 58 s Shahno (Galubovich) — 38 min 36 s | 1-0 2-0 3-0 4-0 5-0 6-0 7-0 8-0 9-0 10-0 11-0 12-0 13-0 14-0 15-0 16-0 17-0 18-0 19-0 20-0 21-0 22-0 23-0 24-0 25-0 26-0 27-0 28-0 29-0 30-0 31-0 32-0 33-0 34-0 35-0 |                  |                  |
|                  | | |                  |                  |
| 2 min            | Pénalités | 0 min |                  |                  |
|                  | | |                  |                  |

| 9 juillet 2014 | Inde | 0-15 (0-9, 0-6) | Nouvelle-Zélande | Palais des sports André-Brouat |

| Feuille de match | Feuille de match | Feuille de match                                                  | Feuille de match | Feuille de match |
| ---------------- | ---------------- | ----------------------------------------------------------------- | --- | ---------------- |
|                  |                  | 0-1 0-2 0-3 0-4 0-5 0-6 0-7 0-8 0-9 0-10 0-11 0-12 0-13 0-14 0-15 | Collard (Shields) — 1 min 46 s Novak (Hill) — 2 min 45 s Henry (Beardman) — 8 min 9 s Beardman (Collard) — 8 min 39 s Novak (Beardman) — 9 min 58 s Collard (Beardman) — 12 min 44 s Beardman — 13 min 3 s Beardman (Hill) — 13 min 16 s Collard (Shields) — 19 min 29 s Collard (Henry) — 21 min 59 s Hill (Beardman) — 29 min 39 s Stockman (Ghent) — 31 min 27 s Stockman (Henry) — 35 min 51 s Beardman (Novak) — 36 min 37 s Ghent (Beardman) — 38 min 10 s |                  |
|                  |                  |                                                                   | |                  |
| 4 min            | Pénalités        | 0 min                                                             | |                  |
|                  |                  |                                                                   | |                  |

| 9 juillet 2014 | Pologne | 2-2 (1-1, 1-1) | Lettonie | Palais des sports André-Brouat |

| Feuille de match | Feuille de match                                         | Feuille de match | Feuille de match                                      | Feuille de match |
| ---------------- | -------------------------------------------------------- | ---------------- | ----------------------------------------------------- | ---------------- |
|                  | Kłaczyński (Owczarek) — 19 min 51 s Wróbel — 25 min 50 s | 0-1 1-1 2-1 2-2  | Batraks (Purvins) — 12 min 44 s Galkins — 35 min 59 s |                  |
|                  |                                                          |                  |                                                       |                  |
| 12 min           | Pénalités                                                | 8 min            |                                                       |                  |
|                  |                                                          |                  |                                                       |                  |

| 10 juillet 2014 | Lettonie | 6-4 (4-2, 2-2) | Nouvelle-Zélande | Palais des sports André-Brouat |

| Feuille de match | Feuille de match | Feuille de match                        | Feuille de match | Feuille de match |
| ---------------- | --- | --------------------------------------- | --- | ---------------- |
|                  | Ogorodnikovs (Maslovskis) — 7 min 34 s (SN) Klimkans (Shahno) — 13 min 40 s Batraks (Maslovskis) — 16 min 42 s (SN) Shahno (Galkins) — 19 min 42 s Durdins (Maslovskis) — 21 min 3 s Durdins (Batraks) — 29 min | 0-1 1-1 2-1 3-1 3-2 4-2 5-2 5-3 6-3 6-4 | Hill (Collard) — 4 min 26 s (SN) Beardman (Hill) — 18 min 48 s Beardman (Novak) — 25 min 24 s (SN) Beardman (Collard) — 38 min 1 s |                  |
|                  | |                                         | |                  |
| 10 min           | Pénalités | 8 min                                   | |                  |
|                  | |                                         | |                  |

| 10 juillet 2014 | Inde | 0-42 (0-29, 0-13) | Pologne | Palais des sports André-Brouat |

| Feuille de match | Feuille de match | Feuille de match | Feuille de match | Feuille de match |
| ---------------- | ---------------- | --- | --- | ---------------- |
|                  |                  | 0-1 0-2 0-3 0-4 0-5 0-6 0-7 0-8 0-9 0-10 0-11 0-12 0-13 0-14 0-15 0-16 0-17 0-18 0-19 0-20 0-21 0-22 0-23 0-24 0-25 0-26 0-27 0-28 0-29 0-30 0-31 0-32 0-33 0-34 0-35 0-36 0-37 0-38 0-39 0-40 0-41 0-42 | M. Wróbel (Żyła) — 42 s Stopiński — 56 s Owczarek — 1 min 39 s Bychawski (A. Wróbel) — 1 min 52 s A. Wróbel (Kłaczyński) — 2 min 38 s Podsiedlik (M. Wróbel) — 2 min 48 s Podsiedlik (M. Wróbel) — 2 min 53 s Podsiedlik (M. Wróbel) — 3 min 15 s Kwieciński (Stopiński) — 3 min 39 s Stopiński (Strużyk) — 4 min 12 s Bychawski (A. Wróbel) — 5 min 30 s Żyła (Podsiedlik) — 6 min 46 s Owczarek (Strużyk) — 7 min 19 s Stopiński (Owczarek) — 7 min 57 s Podsiedlik — 9 min 28 s Podsiedlik (M. Wróbel) — 10 min 25 s Stopiński (Strużyk) — 11 min 7 s Kłaczyński (Koseda) — 11 min 40 s Żyła (Wróbel) — 12 min 34 s M. Wróbel — 14 min 40 s (SN) M. Wróbel (Podsiedlik) — 14 min 55 s Kwieciński (M. Wróbel) — 15 min 53 s Koseda — 16 min 37 s Koseda (Bychawski) — 16 min 48 s M. Wróbel — 17 min 32 s Podsiedlik (Żyła) — 18 min 2 s Stopiński (Podsiedlik) — 18 min 21 s Strużyk — 18 min 44 s Bychawski (Koseda) — 19 min 29 s Kwieciński (Owczarek) — 22 min 5 s A. Wróbel (M. Wróbel) — 22 min 48 s A. Wróbel (Podsiedlik) — 24 min 46 s M. Wróbel (Podsiedlik) — 25 min 25 s Kłaczyński (Bychawski) — 28 min 12 s M. Wróbel (Podsiedlik) — 29 min 6 s Kwieciński (Stopiński) — 29 min 55 s Owczarek (Stopiński) — 30 min 21 s Bychawski (Kłaczyński) — 32 min 17 s M. Wróbel — 32 min 59 s Kwieciński (Stopiński) — 33 min 26 s B. Wróbel (Podsiedlik) — 35 min 56 s Strużyk — 37 min 15 s |                  |
|                  |                  | | |                  |
| 2 min            | Pénalités        | 0 min | |                  |
|                  |                  | | |                  |

#### Classement
| Clt   | Équipe           | PJ | V | D | N | BP | BC | Pts |
| ----- | ---------------- | -- | - | - | - | -- | -- | --- |
| +001, | Lettonie         | 3  | 2 | 0 | 1 | 43 | 6  | 5   |
| +002, | Pologne          | 3  | 1 | 0 | 2 | 47 | 5  | 4   |
| +003, | Nouvelle-Zélande | 3  | 1 | 1 | 1 | 22 | 9  | 3   |
| +004, | Inde             | 3  | 0 | 3 | 0 | 0  | 92 | 0   |

- Qualifié pour les barrages
- Dispute la coupe du monde

### Groupe F

#### Matchs
| 8 juillet 2014 | Mexique | 1-1 (1-1, 0-0) | Belgique | Palais des sports André-Brouat |

| Feuille de match | Feuille de match             | Feuille de match | Feuille de match               | Feuille de match |
| ---------------- | ---------------------------- | ---------------- | ------------------------------ | ---------------- |
|                  | Perez (Alanis) — 16 min 56 s | 0-1 1-1          | Boninsegna (Maes) — 7 min 54 s |                  |
|                  |                              |                  |                                |                  |
| 0 min            | Pénalités                    | 2 min            |                                |                  |
|                  |                              |                  |                                |                  |

| 8 juillet 2014 | Allemagne | 23-0 (6-0, 17-0) | Chine | Palais des sports André-Brouat |

| Feuille de match | Feuille de match | Feuille de match                                                                                          | Feuille de match | Feuille de match |
| ---------------- | --- | --- | ---------------- | ---------------- |
|                  | Wehrheim (Forster) — 37 s Wehrheim — 4 min 23 s Wehrheim — 14 min 25 s Wehrheim (Forster) — 15 min 17 s Bleyer — 16 min 38 s Ehlert (Christian) — 19 min 25 s Forster (Wehrheim) — 21 min 49 s Ehlert (Bleyer) — 22 min 8 s Christian (Bleyer) — 22 min 36 s Christian (Ehlert) — 25 min 36 s (SN) Ehlert (Christian) — 26 min 9 s Spanke (Lambert) — 27 min 54 s Ehlert (Kristian) — 29 min 9 s Podgrabinski — 31 min 37 s Podgrabinski (Lambert) — 32 min 7 s Christian (Bleyer) — 32 min 46 s Bleyer — 33 min 5 s Forster (Bleyer) — 34 min 51 s Wehrheim (Forster) — 36 min 47 s Forster — 37 min 16 s Bleyer — 37 min 43 s Lambert — 39 min 29 s Spanke (Lambert) — 39 min 55 s | 1-0 2-0 3-0 4-0 5-0 6-0 7-0 8-0 9-0 10-0 11-0 12-0 13-0 14-0 15-0 16-0 17-0 18-0 19-0 20-0 21-0 22-0 23-0 |                  |                  |
|                  | | |                  |                  |
| 0 min            | Pénalités | 2 min |                  |                  |
|                  | | |                  |                  |

| 9 juillet 2014 | Chine | 0-8 (0-4, 0-4) | Mexique | Palais des sports André-Brouat |

| Feuille de match | Feuille de match | Feuille de match                | Feuille de match | Feuille de match |
| ---------------- | ---------------- | ------------------------------- | --- | ---------------- |
|                  |                  | 0-1 0-2 0-3 0-4 0-5 0-6 0-7 0-8 | Alanis (Guzman) — 5 min 11 s Talamantes (Laberdesque) — 8 min 21 s Castellanos (Rojas) — 9 min 23 s Laberdesque (Alanis) — 11 min 25 s Castellanos (Perez) — 22 min 38 s Rojas (Guzman) — 29 min 21 s Talamantes (Alanis) — 31 min 56 s Perez (Alanis) — 34 min 33 s |                  |
|                  |                  |                                 | |                  |
| 2 min            | Pénalités        | 4 min                           | |                  |
|                  |                  |                                 | |                  |

| 9 juillet 2014 | Belgique | 0-10 (0-6, 0-4) | Allemagne | Gymnase de la Ramée |

| Feuille de match | Feuille de match | Feuille de match                         | Feuille de match | Feuille de match |
| ---------------- | ---------------- | ---------------------------------------- | --- | ---------------- |
|                  |                  | 0-1 0-2 0-3 0-4 0-5 0-6 0-7 0-8 0-9 0-10 | Podgrabinski (Wehrheim) — 49 s Wehrheim — 2 min 22 s (SN) Christian (Ehlert) — 3 min 7 s (SN) Forster (Ehlert) — 8 min 21 s Ehlert (Bleyer) — 13 min 41 s Bleyer — 15 min 59 s Wehrheim (Podgrabinski) — 22 min 1 s Ehlert (Christian) — 24 min 53 s Lambert (Spanke) — 30 min 10 s Forster (Podgrabinski) — 19 min 53 s |                  |
|                  |                  |                                          | |                  |
| 8 min            | Pénalités        | 2 min                                    | |                  |
|                  |                  |                                          | |                  |

| 10 juillet 2014 | Chine | 0-19 (0-10, 0-9) | Belgique | Palais des sports André-Brouat |

| Feuille de match | Feuille de match | Feuille de match                                                                      | Feuille de match | Feuille de match |
| ---------------- | ---------------- | ------------------------------------------------------------------------------------- | --- | ---------------- |
|                  |                  | 0-1 0-2 0-3 0-4 0-5 0-6 0-7 0-8 0-9 0-10 0-11 0-12 0-13 0-14 0-15 0-16 0-17 0-18 0-19 | Paschutka-Lipinski (Colpin) — 36 s Selvais — 7 min 22 s Boninsegna (Malcotte) — 8 min 51 s Malcotte (Maes) — 9 min 2 s Malcotte (Colpin) — 12 min 43 s Baude (Fleurquin) — 13 min 24 s Selvais — 15 min 20 s Colpin — 17 min 1 s Baude (Hetmans) — 18 min 21 s Malcotte (Colpin) — 20 min Baude (Hetmans) — 23 min 4 s Baude (Hetmans) — 25 min 30 s Malcotte (Maes) — 27 min 11 s Paschutka-Lipinski (Hetmans) — 29 min 26 s Panneel (Colpin) — 30 min 40 s Panneel (Monaux) — 33 min 22 s Paschutka-Lipinski (Hetmans) — 34 min 48 s Van Bever (Selvais) — 35 min 22 s Baude (Paschutka-Lipinski) — 38 min 28 s |                  |
|                  |                  |                                                                                       | |                  |
| 2 min            | Pénalités        | 0 min                                                                                 | |                  |
|                  |                  |                                                                                       | |                  |

| 8 juillet 2014 | Mexique | 0-5 (0-3, 0-2) | Allemagne | Palais des sports André-Brouat |

| Feuille de match | Feuille de match | Feuille de match    | Feuille de match | Feuille de match |
| ---------------- | ---------------- | ------------------- | --- | ---------------- |
|                  |                  | 0-1 0-2 0-3 0-4 0-5 | Wehrheim (Spanke) — 10 min 18 s (SN) Christian (Bleyer) — 14 min 5 s Wehrheim (Forster) — 19 min 24 s Bleyer (Ehlert) — 20 min 38 s Bleyer (Ehlert) — 19 min 31 s |                  |
|                  |                  |                     | |                  |
| 4 min            | Pénalités        | 4 min               | |                  |
|                  |                  |                     | |                  |

#### Classement
| Clt   | Équipe    | PJ | V | D | N | BP | BC | Pts |
| ----- | --------- | -- | - | - | - | -- | -- | --- |
| +001, | Allemagne | 3  | 3 | 0 | 0 | 38 | 0  | 6   |
| +002, | Mexique   | 3  | 1 | 1 | 1 | 9  | 6  | 3   |
| +003, | Belgique  | 3  | 1 | 1 | 1 | 20 | 11 | 3   |
| +004, | Chine     | 3  | 0 | 3 | 0 | 0  | 50 | 0   |

- Qualifié pour les barrages
- Dispute la coupe du monde

## Phase finale

### Poule haute
|  | Barrages           | Barrages           | Barrages           | Barrages           |                    |                    | Quarts de finale | Quarts de finale | Quarts de finale | Quarts de finale |                 |                 | Demi-finales    | Demi-finales    | Demi-finales    | Demi-finales    |  |  | Finale          | Finale          | Finale          | Finale          |
|  |                    |                    |                    |                    |                    |                    |                  |                  |                  |                  |                 |                 |                 |                 |                 |                 |  |  |                 |                 |                 |                 |
|  |                    |                    |                    |                    |                    |                    | 11 juillet 2014  | 11 juillet 2014  | 11 juillet 2014  | 11 juillet 2014  |                 |                 | 12 juillet 2014 | 12 juillet 2014 | 12 juillet 2014 | 12 juillet 2014 |  |  | 13 juillet 2014 | 13 juillet 2014 | 13 juillet 2014 | 13 juillet 2014 |
|  |                    |                    |                    |                    |                    |                    | 11 juillet 2014  | 11 juillet 2014  | 11 juillet 2014  | 11 juillet 2014  |                 |                 | 12 juillet 2014 | 12 juillet 2014 | 12 juillet 2014 | 12 juillet 2014 |  |  | 13 juillet 2014 | 13 juillet 2014 | 13 juillet 2014 | 13 juillet 2014 |
|  |                    |                    |                    |                    |                    |                    | 11 juillet 2014  | 11 juillet 2014  | 11 juillet 2014  | 11 juillet 2014  |                 |                 | 12 juillet 2014 | 12 juillet 2014 | 12 juillet 2014 | 12 juillet 2014 |  |  | 13 juillet 2014 | 13 juillet 2014 | 13 juillet 2014 | 13 juillet 2014 |
|  |                    |                    |                    |                    |                    |                    | 11 juillet 2014  | 11 juillet 2014  | 11 juillet 2014  | 11 juillet 2014  |                 |                 | 12 juillet 2014 | 12 juillet 2014 | 12 juillet 2014 | 12 juillet 2014 |  |  | 13 juillet 2014 | 13 juillet 2014 | 13 juillet 2014 | 13 juillet 2014 |
|  | Suisse             | Suisse             | 8                  | 8                  |                    |                    |                  |                  |                  |                  |                 |                 | 12 juillet 2014 | 12 juillet 2014 | 12 juillet 2014 | 12 juillet 2014 |  |  | 13 juillet 2014 | 13 juillet 2014 | 13 juillet 2014 | 13 juillet 2014 |
|  | Suisse             | Suisse             | 8                  | 8                  | 11 juillet 2014    |                    |                  |                  |                  |                  |                 |                 | 12 juillet 2014 | 12 juillet 2014 | 12 juillet 2014 | 12 juillet 2014 |  |  | 13 juillet 2014 | 13 juillet 2014 | 13 juillet 2014 | 13 juillet 2014 |
|  |                    |                    | Espagne            | Espagne            | 2                  | 2                  |                  |                  |                  |                  |                 |                 | 12 juillet 2014 | 12 juillet 2014 | 12 juillet 2014 | 12 juillet 2014 |  |  | 13 juillet 2014 | 13 juillet 2014 | 13 juillet 2014 | 13 juillet 2014 |
|  | Espagne            | Espagne            | Espagne            | Espagne            | 2                  | 2                  | 4 (ap            | 4 (ap            |                  |                  |                 |                 | 12 juillet 2014 | 12 juillet 2014 | 12 juillet 2014 | 12 juillet 2014 |  |  | 13 juillet 2014 | 13 juillet 2014 | 13 juillet 2014 | 13 juillet 2014 |
|  | Espagne            | Espagne            | 11 juillet 2014    |                    |                    |                    | 4 (ap            | 4 (ap            |                  |                  |                 |                 | 12 juillet 2014 | 12 juillet 2014 | 12 juillet 2014 | 12 juillet 2014 |  |  | 13 juillet 2014 | 13 juillet 2014 | 13 juillet 2014 | 13 juillet 2014 |
|  | Allemagne          | Allemagne          | 3                  | 3                  |                    |                    |                  |                  |                  |                  |                 |                 | 12 juillet 2014 | 12 juillet 2014 | 12 juillet 2014 | 12 juillet 2014 |  |  | 13 juillet 2014 | 13 juillet 2014 | 13 juillet 2014 | 13 juillet 2014 |
|  | Allemagne          | Allemagne          | 3                  | 3                  | Suisse             | Suisse             | 3                | 3                |                  |                  |                 |                 |                 |                 |                 |                 |  |  | 13 juillet 2014 | 13 juillet 2014 | 13 juillet 2014 | 13 juillet 2014 |
|  |                    |                    |                    |                    | Suisse             | Suisse             | 3                | 3                |                  |                  |                 |                 |                 |                 |                 |                 |  |  | 13 juillet 2014 | 13 juillet 2014 | 13 juillet 2014 | 13 juillet 2014 |
|  |                    |                    | États-Unis         | États-Unis         | 4                  | 4                  |                  |                  |                  |                  |                 |                 |                 |                 |                 |                 |  |  | 13 juillet 2014 | 13 juillet 2014 | 13 juillet 2014 | 13 juillet 2014 |
|  |                    |                    |                    |                    | 4                  | 4                  |                  |                  |                  |                  |                 |                 |                 |                 |                 |                 |  |  | 13 juillet 2014 | 13 juillet 2014 | 13 juillet 2014 | 13 juillet 2014 |
|  |                    | 12 juillet 2014    |                    |                    |                    |                    |                  |                  |                  |                  |                 |                 |                 |                 |                 |                 |  |  | 13 juillet 2014 | 13 juillet 2014 | 13 juillet 2014 | 13 juillet 2014 |
|  |                    |                    |                    |                    |                    |                    |                  |                  |                  |                  |                 |                 |                 |                 |                 |                 |  |  | 13 juillet 2014 | 13 juillet 2014 | 13 juillet 2014 | 13 juillet 2014 |
|  | États-Unis         | États-Unis         | 4                  | 4                  |                    |                    |                  |                  |                  |                  |                 |                 |                 |                 |                 |                 |  |  | 13 juillet 2014 | 13 juillet 2014 | 13 juillet 2014 | 13 juillet 2014 |
|  | États-Unis         | États-Unis         | 4                  | 4                  |                    |                    |                  |                  |                  |                  |                 |                 |                 |                 |                 |                 |  |  | 13 juillet 2014 | 13 juillet 2014 | 13 juillet 2014 | 13 juillet 2014 |
|  |                    |                    | Italie             | Italie             | 1                  | 1                  |                  |                  |                  |                  |                 |                 |                 |                 |                 |                 |  |  | 13 juillet 2014 | 13 juillet 2014 | 13 juillet 2014 | 13 juillet 2014 |
|  |                    |                    |                    |                    | 1                  | 1                  |                  |                  |                  |                  |                 |                 |                 |                 |                 |                 |  |  | 13 juillet 2014 | 13 juillet 2014 | 13 juillet 2014 | 13 juillet 2014 |
|  |                    | 11 juillet 2014    |                    |                    |                    |                    |                  |                  |                  |                  |                 |                 |                 |                 |                 |                 |  |  | 13 juillet 2014 | 13 juillet 2014 | 13 juillet 2014 | 13 juillet 2014 |
|  |                    |                    |                    |                    |                    |                    |                  |                  |                  |                  |                 |                 |                 |                 |                 |                 |  |  | 13 juillet 2014 | 13 juillet 2014 | 13 juillet 2014 | 13 juillet 2014 |
|  | États-Unis         | États-Unis         | 5                  | 5                  |                    |                    |                  |                  |                  |                  |                 |                 |                 |                 |                 |                 |  |  |                 |                 |                 |                 |
|  | États-Unis         | États-Unis         | 5                  | 5                  |                    |                    |                  |                  |                  |                  |                 |                 |                 |                 |                 |                 |  |  |                 |                 |                 |                 |
|  |                    |                    | République tchèque | République tchèque | 0                  | 0                  |                  |                  |                  |                  |                 |                 |                 |                 |                 |                 |  |  |                 |                 |                 |                 |
|  |                    |                    |                    |                    | 0                  | 0                  |                  |                  |                  |                  |                 |                 |                 |                 |                 |                 |  |  |                 |                 |                 |                 |
|  |                    |                    |                    |                    |                    |                    |                  |                  |                  |                  |                 |                 |                 |                 |                 |                 |  |  |                 |                 |                 |                 |
|  |                    |                    |                    |                    |                    |                    |                  |                  |                  |                  |                 |                 |                 |                 |                 |                 |  |  |                 |                 |                 |                 |
|  | République tchèque | République tchèque | 6                  | 6                  |                    |                    |                  |                  |                  |                  |                 |                 |                 |                 |                 |                 |  |  |                 |                 |                 |                 |
|  | République tchèque | République tchèque | 6                  | 6                  | 11 juillet 2014    |                    |                  |                  |                  |                  |                 |                 |                 |                 |                 |                 |  |  |                 |                 |                 |                 |
|  |                    |                    | Lettonie           | Lettonie           | 0                  | 0                  |                  |                  |                  |                  |                 |                 |                 |                 |                 |                 |  |  |                 |                 |                 |                 |
|  | Russie             | Russie             | Lettonie           | Lettonie           | 0                  | 0                  | 5                | 5                |                  |                  |                 |                 |                 |                 |                 |                 |  |  |                 |                 |                 |                 |
|  | Russie             | Russie             | 11 juillet 2014    |                    |                    |                    | 5                | 5                |                  |                  |                 |                 |                 |                 |                 |                 |  |  |                 |                 |                 |                 |
|  | Lettonie           | Lettonie           | 6                  | 6                  |                    |                    |                  |                  |                  |                  |                 |                 |                 |                 |                 |                 |  |  |                 |                 |                 |                 |
|  | Lettonie           | Lettonie           | 6                  | 6                  | République tchèque | République tchèque | 3                | 3                |                  |                  |                 |                 |                 |                 |                 |                 |  |  |                 |                 |                 |                 |
|  |                    |                    |                    |                    | République tchèque | République tchèque | 3                | 3                |                  |                  |                 |                 |                 |                 |                 |                 |  |  |                 |                 |                 |                 |
|  |                    |                    | Canada             | Canada             | 1                  | 1                  |                  |                  |                  |                  |                 |                 |                 |                 |                 |                 |  |  |                 |                 |                 |                 |
|  |                    |                    |                    |                    | 1                  | 1                  |                  |                  |                  |                  |                 |                 |                 |                 |                 |                 |  |  |                 |                 |                 |                 |
|  |                    |                    |                    |                    |                    |                    |                  |                  |                  |                  |                 |                 |                 |                 |                 |                 |  |  |                 |                 |                 |                 |
|  |                    |                    |                    |                    |                    |                    |                  |                  |                  |                  |                 |                 |                 |                 |                 |                 |  |  |                 |                 |                 |                 |
|  | Canada             | Canada             | 4                  | 4                  | Troisième place    | Troisième place    | Troisième place  | Troisième place  |                  |                  |                 |                 |                 |                 |                 |                 |  |  |                 |                 |                 |                 |
|  | Canada             | Canada             | 4                  | 4                  | Troisième place    | Troisième place    | Troisième place  | Troisième place  |                  |                  |                 |                 |                 |                 |                 |                 |  |  |                 |                 |                 |                 |
|  |                    |                    | Suède              | Suède              | 2                  | 2                  |                  |                  | 13 juillet 2014  | 13 juillet 2014  | 13 juillet 2014 | 13 juillet 2014 |                 |                 |                 |                 |  |  |                 |                 |                 |                 |
|  |                    |                    |                    |                    | 2                  | 2                  |                  |                  | 13 juillet 2014  | 13 juillet 2014  | 13 juillet 2014 | 13 juillet 2014 |                 |                 |                 |                 |  |  |                 |                 |                 |                 |
|  |                    |                    |                    |                    |                    |                    |                  | Suisse           | Suisse           | 0                | 0               |                 |                 |                 |                 |                 |  |  |                 |                 |                 |                 |
|  |                    |                    |                    |                    |                    |                    |                  | Suisse           | Suisse           | 0                | 0               |                 |                 |                 |                 |                 |  |  |                 |                 |                 |                 |
|  | Canada             | Canada             | 7                  | 7                  |                    |                    |                  |                  |                  |                  |                 |                 |                 |                 |                 |                 |  |  |                 |                 |                 |                 |
|  |                    |                    |                    |                    |                    |                    |                  |                  |                  |                  |                 |                 |                 |                 |                 |                 |  |  |                 |                 |                 |                 |

#### Barrages
| 11 juillet 2014 | Espagne | 4-3 (pr) (1-1, 2-2, 1-0) | Allemagne | Palais des sports André-Brouat |

| Feuille de match | Feuille de match                                                                                             | Feuille de match            | Feuille de match                                                        | Feuille de match |
| ---------------- | --- | --------------------------- | ----------------------------------------------------------------------- | ---------------- |
|                  | Fajardo — 16 min 29 s Tomas Suarez — 23 min 38 s Ercilla Bustamante — 27 min 47 s Tomas Suarez — 50 min 27 s | 0-1 1-1 2-1 3-1 3-2 3-3 4-3 | Christian — 15 min 43 s Bleyer (Ehlert) — 28 min 51 s Wehrheim — 20 min |                  |
|                  | |                             |                                                                         |                  |
| 18 min           | Pénalités | 12 min                      |                                                                         |                  |
|                  | |                             |                                                                         |                  |

| 11 juillet 2014 | Russie | 5-6 (3-2, 2-4) | Lettonie | Palais des sports André-Brouat |

| Feuille de match | Feuille de match | Feuille de match                            | Feuille de match | Feuille de match |
| ---------------- | --- | ------------------------------------------- | --- | ---------------- |
|                  | Lapin (Dubinin) — 3 min 26 s Abozin (Lapin) — 6 min 37 s Lapin — 11 min 3 s Dubinin (Burets) — 29 min 49 s (SN) Dubinin — 33 min 23 s | 1-0 2-0 3-0 3-1 3-2 3-3 3-4 4-4 4-5 5-5 5-6 | Maslovskis — 11 min 59 s Galkins — 17 min 36 s Galkins (Purvins) — 21 min 42 s (SN) Batraks (Durdins) — 25 min 16 s Maslovskis (Batraks) — 30 min 42 s Purvins (Galubovich) — 39 min 20 s |                  |
|                  | |                                             | |                  |
| 8 min            | Pénalités | 4 min                                       | |                  |
|                  | |                                             | |                  |

#### Quarts de finale
| 11 juillet 2014 | République tchèque | 8-2 (4-1, 4-1) | Lettonie | Palais des sports André-Brouat |

| Feuille de match | Feuille de match | Feuille de match                        | Feuille de match                                        | Feuille de match |
| ---------------- | --- | --------------------------------------- | ------------------------------------------------------- | ---------------- |
|                  | Simo (Strycek) — 7 min 56 s Loskot (Simo) — 8 min 43 s Loskot — 13 min 5 s Strycek (Sinagl) — 15 min 26 s Kafka (Loskot) — 23 min 36 s Sinagl — 25 min 24 s Loskot (Kafka) — 29 min 31 s Tvrznik (Pribyl) — 38 min 43 s | 0-1 1-1 2-1 3-1 4-1 5-1 6-1 6-2 7-2 8-2 | Maslovskis (Batraks) — 5 min 29 s Purvins — 28 min 31 s |                  |
|                  | |                                         |                                                         |                  |
| 4 min            | Pénalités | 6 min                                   |                                                         |                  |
|                  | |                                         |                                                         |                  |

| 11 juillet 2014 | Suisse | 4-1 (2-0, 2-1) | Espagne | Palais des sports André-Brouat |

| Feuille de match | Feuille de match | Feuille de match    | Feuille de match                        | Feuille de match |
| ---------------- | --- | ------------------- | --------------------------------------- | ---------------- |
|                  | Schild (Rubin) — 1 min 42 s (SN) Ganz (Schwarzenbach) — 8 min 48 s Ganz (Hirt) — 22 min 52 s (SN) Vetter (Eicher) — 35 min 26 s | 1-0 2-0 3-0 3-1 4-1 | Alfaro (Olmedo Lopez) — 26 min 9 s (IN) |                  |
|                  | |                     |                                         |                  |
| 6 min            | Pénalités | 6 min               |                                         |                  |
|                  | |                     |                                         |                  |

| 11 juillet 2014 | États-Unis | 6-0 (4-0, 2-0) | Italie | Palais des sports André-Brouat |

| Feuille de match | Feuille de match | Feuille de match        | Feuille de match | Feuille de match |
| ---------------- | --- | ----------------------- | ---------------- | ---------------- |
|                  | Kavaya (Hoar) — 3 min 2 s Hoar (Kavaya) — 9 min 39 s Kane (Nowick) — 13 min 48 s Hoar (Cripps) — 17 min 50 s Nowick (Kane) — 20 min 30 s Campbell (Cripps) — 27 min 18 s | 1-0 2-0 3-0 4-0 5-0 6-0 |                  |                  |
|                  | |                         |                  |                  |
| 12 min           | Pénalités | 8 min                   |                  |                  |
|                  | |                         |                  |                  |

| 11 juillet 2014 | Canada | 4-2 (2-2, 2-0) | Suède | Palais des sports André-Brouat |

| Feuille de match | Feuille de match | Feuille de match        | Feuille de match                                                                      | Feuille de match |
| ---------------- | --- | ----------------------- | ------------------------------------------------------------------------------------- | ---------------- |
|                  | Hammond (Allan) — 8 min 58 s (SN) Woods (Allan) — 14 min 15 s (SN) Hammond (Matthews) — 23 min 11 s (SN) Woods (Allan) — 32 min 18 s | 1-0 1-1 2-1 2-2 3-2 4-2 | O. Engsund (F. Engsund) — 11 min 26 s (SN) F. Engsund (Gustavsson) — 15 min 10 s (SN) |                  |
|                  | |                         |                                                                                       |                  |
| 8 min            | Pénalités | 14 min                  |                                                                                       |                  |
|                  | |                         |                                                                                       |                  |

#### Demi-finales
| 12 juillet 2014 | Suisse | 2-4 (0-1, 2-3) | États-Unis | Palais des sports André-Brouat |

| Feuille de match | Feuille de match                                        | Feuille de match        | Feuille de match                                                                                     | Feuille de match |
| ---------------- | ------------------------------------------------------- | ----------------------- | --- | ---------------- |
|                  | Schwarzenbach — 26 min 57 s Eicher (Ganz) — 34 min 49 s | 0-1 0-2 1-2 1-3 1-4 2-4 | Kane — 6 min 43 s Hoar (Cadiz) — 22 min 6 s Campbell (Ganz) — 29 min 24 s Cadiz (Hoar) — 33 min 47 s |                  |
|                  |                                                         |                         | |                  |
| 4 min            | Pénalités                                               | 4 min                   | |                  |
|                  |                                                         |                         | |                  |

| 12 juillet 2014 | République tchèque | 3-1 (1-1, 2-0) | Canada | Palais des sports André-Brouat |

| Feuille de match | Feuille de match                                                                            | Feuille de match | Feuille de match                  | Feuille de match |
| ---------------- | ------------------------------------------------------------------------------------------- | ---------------- | --------------------------------- | ---------------- |
|                  | Loskot (Kafka) — 11 min 3 s (SN) Sebek (Loskot) — 26 min 53 s Tvrznik (Kafka) — 30 min 38 s | 0-1 1-1 2-1 3-1  | Hammond (Woods) — 8 min 55 s (SN) |                  |
|                  |                                                                                             |                  |                                   |                  |
| 8 min            | Pénalités                                                                                   | 8 min            |                                   |                  |
|                  |                                                                                             |                  |                                   |                  |

#### Match pour la troisième place
| 13 juillet 2014 | Suisse | 0-7 (6-0, 1-0) | Canada | Palais des sports André-Brouat |

| Feuille de match | Feuille de match | Feuille de match        | Feuille de match | Feuille de match |
| ---------------- | --- | ----------------------- | ---------------- | ---------------- |
|                  | Woods (Hammond) — 3 min 18 s (SN) Hammond (Woods) — 5 min 52 s (SN) Matthews (Garb) — 6 min 59 s Clewlow (Rhodes) — 7 min 30 s Matthews (Garb) — 11 min 57 s Hammond (Allan) — 32 min 34 s | 1-0 2-0 3-0 4-0 5-0 6-0 |                  |                  |
|                  | |                         |                  |                  |
| 12 min           | Pénalités | 6 min                   |                  |                  |
|                  | |                         |                  |                  |

#### Finale
| 13 juillet 2014 | États-Unis | 5-0 (2-0, 3-0) | République tchèque | Palais des sports André-Brouat |

| Feuille de match | Feuille de match | Feuille de match    | Feuille de match | Feuille de match |
| ---------------- | --- | ------------------- | ---------------- | ---------------- |
|                  | Kavaya (Cadiz) — 7 min 38 s Cadiz (Hoar) — 9 min 46 s Campbell (Cadiz) — 24 min 35 s Campbell (Nowick) — 26 min 50 s Cadiz (Kane) — 37 min 20 s | 1-0 2-0 3-0 4-0 5-0 |                  |                  |
|                  | |                     |                  |                  |
| 12 min           | Pénalités | 8 min               |                  |                  |
|                  | |                     |                  |                  |

#### Matchs de classement
|  | Matchs de classement places 5 à 8 | Matchs de classement places 5 à 8 | Matchs de classement places 5 à 8 | Matchs de classement places 5 à 8 |                              |         | Match pour la cinquième place | Match pour la cinquième place | Match pour la cinquième place | Match pour la cinquième place |
|  |                                   |                                   |                                   |                                   |                              |         |                               |                               |                               |                               |
|  | 12 juillet 2014                   | 12 juillet 2014                   | 12 juillet 2014                   | 12 juillet 2014                   |                              |         | 13 juillet 2014               | 13 juillet 2014               | 13 juillet 2014               | 13 juillet 2014               |
|  | Espagne                           | Espagne                           | 4                                 | 4                                 |                              |         | 13 juillet 2014               | 13 juillet 2014               | 13 juillet 2014               | 13 juillet 2014               |
|  | Espagne                           | Espagne                           | 4                                 | 4                                 |                              |         | 13 juillet 2014               | 13 juillet 2014               | 13 juillet 2014               | 13 juillet 2014               |
|  | Italie                            | Italie                            | 2                                 | 2                                 |                              |         | 13 juillet 2014               | 13 juillet 2014               | 13 juillet 2014               | 13 juillet 2014               |
|  | Italie                            | Italie                            | 2                                 | 2                                 | Espagne                      | Espagne | 2                             | 2                             |                               |                               |
|  | 12 juillet 2014                   |                                   |                                   |                                   | Espagne                      | Espagne | 2                             | 2                             |                               |                               |
|  |                                   |                                   | Suède                             | Suède                             | 5                            | 5       |                               |                               |                               |                               |
|  | Lettonie                          | Lettonie                          | Suède                             | Suède                             | 5                            | 5       | 3                             | 3                             |                               |                               |
|  | Lettonie                          | Lettonie                          |                                   |                                   |                              |         |                               | 3                             |                               |                               |
|  | Suède                             | Suède                             | 4                                 | 4                                 |                              |         |                               |                               |                               |                               |
|  | Suède                             | Suède                             | 4                                 | 4                                 | Match pour la septième place |         |                               |                               |                               |                               |
|  |                                   |                                   |                                   |                                   |                              |         |                               |                               |                               |                               |
|  | 13 juillet 2014                   |                                   |                                   |                                   |                              |         |                               |                               |                               |                               |
|  | Italie                            | Italie                            | 7                                 | 7                                 |                              |         |                               |                               |                               |                               |
|  | Italie                            | Italie                            | 7                                 | 7                                 |                              |         |                               |                               |                               |                               |
|  | Lettonie                          | Lettonie                          | 1                                 | 1                                 |                              |         |                               |                               |                               |                               |
|  | Lettonie                          | Lettonie                          | 1                                 | 1                                 |                              |         |                               |                               |                               |                               |

| 12 juillet 2014 | Espagne | 4-2 (1-1, 3-1) | Italie | Palais des sports André-Brouat |

| Feuille de match | Feuille de match | Feuille de match        | Feuille de match                                       | Feuille de match |
| ---------------- | --- | ----------------------- | ------------------------------------------------------ | ---------------- |
|                  | Perez Acuña (Porqueras Marques) — 15 min 47 s Torres Galeno — 24 min 48 s Tomas Suarez (Olmedo Lopez) — 29 min 48 s (SN) Perez Acuña — 39 min 16 s | 1-0 1-1 2-1 3-1 4-1 4-2 | Gruber (Ciresa) — 18 min 15 s Moro (Traversa) — 20 min |                  |
|                  | |                         |                                                        |                  |
| 4 min            | Pénalités | 4 min                   |                                                        |                  |
|                  | |                         |                                                        |                  |

| 12 juillet 2014 | Lettonie | 3-4 (2-2, 1-2) | Suède | Palais des sports André-Brouat |

| Feuille de match | Feuille de match                                                                            | Feuille de match            | Feuille de match | Feuille de match |
| ---------------- | ------------------------------------------------------------------------------------------- | --------------------------- | --- | ---------------- |
|                  | Maslovskis — 7 min 17 s Batraks (Ogorodnikovs) — 19 min 19 s Shahno (Galkins) — 27 min 34 s | 0-1 1-1 1-2 2-2 2-3 3-3 3-4 | Börjesson (Olsson) — 3 min 24 s Engsund (Gustavasson) — 16 min 35 s Olsson (Gustavsson) — 20 min 49 s Gustavsson (Börjesson) — 37 min 27 s |                  |
|                  |                                                                                             |                             | |                  |
| 4 min            | Pénalités                                                                                   | 2 min                       | |                  |
|                  |                                                                                             |                             | |                  |

| 13 juillet 2014 | Italie | 7-1 (2-1, 5-0) | Lettonie | Palais des sports André-Brouat |

| Feuille de match | Feuille de match | Feuille de match                | Feuille de match                        | Feuille de match |
| ---------------- | --- | ------------------------------- | --------------------------------------- | ---------------- |
|                  | Traversa (Comencini) — 11 min 54 s Delfino (Moro) — 19 min 4 s Vendrame (Sommadossi) — 21 min 39 s Gruber (Felicetti) — 23 min 35 s (SN) Sommadossi ( Manuel Moro) — 26 min 33 s (SN) Sommadossi (Felicetti) — 30 min 31 s (SN) Ciresa (Moro) — 37 min 41 s | 1-0 2-0 2-1 3-1 4-1 5-1 6-1 7-1 | Ogorodnikovs (Maslovskis) — 18 min 22 s |                  |
|                  | |                                 |                                         |                  |
| 4 min            | Pénalités | 31 min                          |                                         |                  |
|                  | |                                 |                                         |                  |

| 13 juillet 2014 | Espagne | 2-5 (1-0, 1-5) | Suède | Palais des sports André-Brouat |

| Feuille de match | Feuille de match                                                     | Feuille de match            | Feuille de match | Feuille de match |
| ---------------- | -------------------------------------------------------------------- | --------------------------- | --- | ---------------- |
|                  | Fajardo (Garcia Pascual) — 15 min 37 s Bejarano Delgado — 39 min 6 s | 1-0 1-1 1-2 1-3 1-4 2-4 2-5 | Gustavsson — 21 min 22 s Engsund (Gustavasson) — 25 min 40 s Börjesson — 26 min 49 s Wallquist — 32 min 47 s Engsund — 39 min 42 s |                  |
|                  |                                                                      |                             | |                  |
| 0 min            | Pénalités                                                            | 2 min                       | |                  |
|                  |                                                                      |                             | |                  |

### Coupe du monde

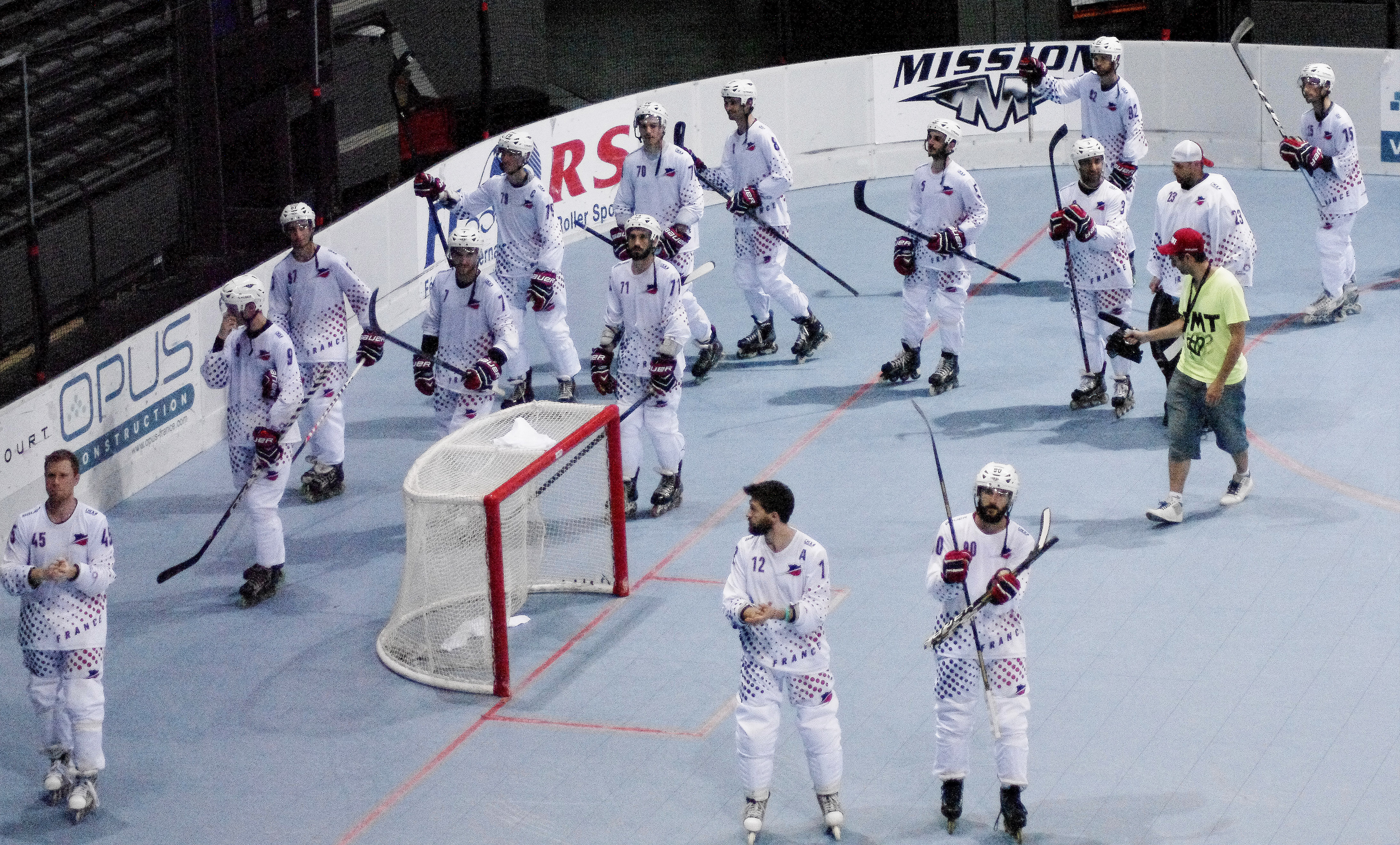
Tour d'honneur de l'équipe de France après sa victoire en finale de la Coupe du monde.

|  | Quarts de finale | Quarts de finale | Quarts de finale | Quarts de finale |           |           | Demi-finales    | Demi-finales    | Demi-finales                | Demi-finales                |                             |                             | Finale (match pour la neuvième place) | Finale (match pour la neuvième place) | Finale (match pour la neuvième place) | Finale (match pour la neuvième place) |
|  |                  |                  |                  |                  |           |           |                 |                 |                             |                             |                             |                             |                                       |                                       |                                       |                                       |
|  | 11 juillet 2014  | 11 juillet 2014  | 11 juillet 2014  | 11 juillet 2014  |           |           | 12 juillet 2014 | 12 juillet 2014 | 12 juillet 2014             | 12 juillet 2014             |                             |                             | 13 juillet 2014                       | 13 juillet 2014                       | 13 juillet 2014                       | 13 juillet 2014                       |
|  | 11 juillet 2014  | 11 juillet 2014  | 11 juillet 2014  | 11 juillet 2014  |           |           | 12 juillet 2014 | 12 juillet 2014 | 12 juillet 2014             | 12 juillet 2014             |                             |                             | 13 juillet 2014                       | 13 juillet 2014                       | 13 juillet 2014                       | 13 juillet 2014                       |
|  | Royaume-Uni      | Royaume-Uni      | 4                | 4                |           |           | 12 juillet 2014 | 12 juillet 2014 | 12 juillet 2014             | 12 juillet 2014             |                             |                             | 13 juillet 2014                       | 13 juillet 2014                       | 13 juillet 2014                       | 13 juillet 2014                       |
|  | Royaume-Uni      | Royaume-Uni      | 4                | 4                |           |           | 12 juillet 2014 | 12 juillet 2014 | 12 juillet 2014             | 12 juillet 2014             |                             |                             | 13 juillet 2014                       | 13 juillet 2014                       | 13 juillet 2014                       | 13 juillet 2014                       |
|  | Mexique          | Mexique          | 0                | 0                |           |           | 12 juillet 2014 | 12 juillet 2014 | 12 juillet 2014             | 12 juillet 2014             |                             |                             | 13 juillet 2014                       | 13 juillet 2014                       | 13 juillet 2014                       | 13 juillet 2014                       |
|  | Mexique          | Mexique          | 0                | 0                | Russie    | Russie    | 3               | 3               |                             |                             |                             |                             | 13 juillet 2014                       | 13 juillet 2014                       | 13 juillet 2014                       | 13 juillet 2014                       |
|  | 11 juillet 2014  |                  |                  |                  | Russie    | Russie    | 3               | 3               |                             |                             |                             |                             | 13 juillet 2014                       | 13 juillet 2014                       | 13 juillet 2014                       | 13 juillet 2014                       |
|  |                  |                  | Royaume-Uni      | Royaume-Uni      | 5         | 5         |                 |                 |                             |                             |                             |                             | 13 juillet 2014                       | 13 juillet 2014                       | 13 juillet 2014                       | 13 juillet 2014                       |
|  | France           | France           | Royaume-Uni      | Royaume-Uni      | 5         | 5         | 11              | 11              |                             |                             |                             |                             | 13 juillet 2014                       | 13 juillet 2014                       | 13 juillet 2014                       | 13 juillet 2014                       |
|  | France           | France           | 12 juillet 2014  |                  |           |           | 11              | 11              |                             |                             |                             |                             | 13 juillet 2014                       | 13 juillet 2014                       | 13 juillet 2014                       | 13 juillet 2014                       |
|  | Pologne          | Pologne          | 0                | 0                |           |           |                 |                 |                             |                             |                             |                             | 13 juillet 2014                       | 13 juillet 2014                       | 13 juillet 2014                       | 13 juillet 2014                       |
|  | Pologne          | Pologne          | 0                | 0                | France    | France    | 9               | 9               |                             |                             |                             |                             |                                       |                                       |                                       |                                       |
|  | 11 juillet 2014  |                  |                  |                  | France    | France    | 9               | 9               |                             |                             |                             |                             |                                       |                                       |                                       |                                       |
|  |                  |                  | Royaume-Uni      | Royaume-Uni      | 0         | 0         |                 |                 |                             |                             |                             |                             |                                       |                                       |                                       |                                       |
|  | Allemagne        | Allemagne        | Royaume-Uni      | Royaume-Uni      | 0         | 0         | 4               | 4               |                             |                             |                             |                             |                                       |                                       |                                       |                                       |
|  | Allemagne        | Allemagne        |                  |                  |           |           |                 |                 |                             |                             |                             |                             |                                       |                                       |                                       |                                       |
|  | Colombie         | Colombie         | 1                | 1                |           |           |                 |                 |                             |                             |                             |                             |                                       |                                       |                                       |                                       |
|  | Colombie         | Colombie         | 1                | 1                | Allemagne | Allemagne | 1               | 1               | Match pour la onzième place | Match pour la onzième place | Match pour la onzième place | Match pour la onzième place |                                       |                                       |                                       |                                       |
|  | 11 juillet 2014  |                  |                  |                  | Allemagne | Allemagne | 1               | 1               | Match pour la onzième place | Match pour la onzième place | Match pour la onzième place | Match pour la onzième place |                                       |                                       |                                       |                                       |
|  |                  |                  | France           | France           | 8         | 8         |                 |                 | 13 juillet 2014             | 13 juillet 2014             | 13 juillet 2014             | 13 juillet 2014             |                                       |                                       |                                       |                                       |
|  | Russie           | Russie           | France           | France           | 8         | 8         | 2               | 2               | 13 juillet 2014             | 13 juillet 2014             | 13 juillet 2014             | 13 juillet 2014             |                                       |                                       |                                       |                                       |
|  | Russie           | Russie           |                  |                  |           |           |                 | 2               |                             |                             | Allemagne                   | Allemagne                   | 4                                     | 4                                     |                                       |                                       |
|  | Australie        | Australie        | 1                | 1                |           |           |                 |                 |                             |                             | Allemagne                   | Allemagne                   | 4                                     | 4                                     |                                       |                                       |
|  | Australie        | Australie        | 1                | 1                | Russie    | Russie    | 5 (ap)          | 5 (ap)          |                             |                             |                             |                             |                                       |                                       |                                       |                                       |
|  |                  |                  |                  |                  |           |           |                 |                 |                             |                             |                             |                             |                                       |                                       |                                       |                                       |

#### Quarts de finale de la coupe du monde
| 11 juillet 2014 | Royaume-Uni | 4-0 (1-0, 3-0) | Mexique | Palais des sports André-Brouat |

| Feuille de match | Feuille de match | Feuille de match | Feuille de match | Feuille de match |
| ---------------- | --- | ---------------- | ---------------- | ---------------- |
|                  | Lowe (Ashton) — 9 min 16 s Hughes (Lowe) — 20 min 38 s Hughes (Ashton) — 27 min 55 s Shelton (Hutchinson) — 35 min 6 s | 1-0 2-0 3-0 4-0  |                  |                  |
|                  | |                  |                  |                  |
| 4 min            | Pénalités | 4 min            |                  |                  |
|                  | |                  |                  |                  |

| 11 juillet 2014 | France | 11-0 (6-0, 5-0) | Pologne | Palais des sports André-Brouat |

| Feuille de match | Feuille de match | Feuille de match                              | Feuille de match | Feuille de match |
| ---------------- | --- | --------------------------------------------- | ---------------- | ---------------- |
|                  | Gabillet (Fontanille) — 2 min 46 s Lapresa (Gabillet) — 12 min 57 s (SN) Gabillet (Tijou) — 13 min 26 s Lapresa (Ladonne) — 15 min 41 s Langlois (Thomas) — 17 min 30 s Bouchut (Lapresa) — 18 min 44 s Gabillet (Rage) — 21 min 38 s Thomas (Beziau) — 22 min 27 s Beziau (Langlois) — 25 min 8 s Lapresa — 33 min 13 s (IN) Jalinier (Beziau) — 35 min 5 s | 1-0 2-0 3-0 4-0 5-0 6-0 7-0 8-0 9-0 10-0 11-0 |                  |                  |
|                  | |                                               |                  |                  |
| 6 min            | Pénalités | 6 min                                         |                  |                  |
|                  | |                                               |                  |                  |

| 11 juillet 2014 | Allemagne | 4-1 (1-0, 3-1) | Colombie | Palais des sports André-Brouat |

| Feuille de match | Feuille de match | Feuille de match    | Feuille de match                   | Feuille de match |
| ---------------- | --- | ------------------- | ---------------------------------- | ---------------- |
|                  | Bleyer (Ehlert) — 6 min 14 s (SN) Christian (Ehlert) — 20 min 40 s (SN) Christian — 36 min 47 s Ehlert (Bleyer) — 38 min 50 s (SN) | 1-0 2-0 2-1 3-1 4-1 | Espinosa Romero — 28 min 35 s (SN) |                  |
|                  | |                     |                                    |                  |
|                  | |                     |                                    |                  |
|                  | |                     |                                    |                  |

| 11 juillet 2014 | Russie | 2-1 (2-1, 0-0) | Australie | Palais des sports André-Brouat |

| Feuille de match | Feuille de match                                      | Feuille de match | Feuille de match               | Feuille de match |
| ---------------- | ----------------------------------------------------- | ---------------- | ------------------------------ | ---------------- |
|                  | Ulianov (Lapin) — 20 s Abozin (Sabirov) — 12 min 16 s | 1-0 1-1 2-1      | Wood (Harrington) — 4 min 15 s |                  |
|                  |                                                       |                  |                                |                  |
| 12 min           | Pénalités                                             | 8 min            |                                |                  |
|                  |                                                       |                  |                                |                  |

#### Matchs de classement de la coupe du monde
|  | Matchs de classement places 13 à 16 | Matchs de classement places 13 à 16 | Matchs de classement places 13 à 16 | Matchs de classement places 13 à 16 |                               |           | Match pour la treizième place | Match pour la treizième place | Match pour la treizième place | Match pour la treizième place |
|  |                                     |                                     |                                     |                                     |                               |           |                               |                               |                               |                               |
|  | 12 juillet 2014                     | 12 juillet 2014                     | 12 juillet 2014                     | 12 juillet 2014                     |                               |           | 13 juillet 2014               | 13 juillet 2014               | 13 juillet 2014               | 13 juillet 2014               |
|  | Colombie                            | Colombie                            | 1                                   | 1                                   |                               |           | 13 juillet 2014               | 13 juillet 2014               | 13 juillet 2014               | 13 juillet 2014               |
|  | Colombie                            | Colombie                            | 1                                   | 1                                   |                               |           | 13 juillet 2014               | 13 juillet 2014               | 13 juillet 2014               | 13 juillet 2014               |
|  | Pologne                             | Pologne                             | 5                                   | 5                                   |                               |           | 13 juillet 2014               | 13 juillet 2014               | 13 juillet 2014               | 13 juillet 2014               |
|  | Pologne                             | Pologne                             | 5                                   | 5                                   | Australie                     | Australie | 2                             | 2                             |                               |                               |
|  | 12 juillet 2014                     |                                     |                                     |                                     | Australie                     | Australie | 2                             | 2                             |                               |                               |
|  |                                     |                                     | Pologne                             | Pologne                             | 6                             | 6         |                               |                               |                               |                               |
|  | Australie                           | Australie                           | Pologne                             | Pologne                             | 6                             | 6         | 3                             | 3                             |                               |                               |
|  | Australie                           | Australie                           |                                     |                                     |                               |           |                               | 3                             |                               |                               |
|  | Mexique                             | Mexique                             | 0                                   | 0                                   |                               |           |                               |                               |                               |                               |
|  | Mexique                             | Mexique                             | 0                                   | 0                                   | Match pour la quinzième place |           |                               |                               |                               |                               |
|  |                                     |                                     |                                     |                                     |                               |           |                               |                               |                               |                               |
|  | 13 juillet 2014                     |                                     |                                     |                                     |                               |           |                               |                               |                               |                               |
|  | Mexique                             | Mexique                             | 0                                   | 0                                   |                               |           |                               |                               |                               |                               |
|  | Mexique                             | Mexique                             | 0                                   | 0                                   |                               |           |                               |                               |                               |                               |
|  | Colombie                            | Colombie                            | 3                                   | 3                                   |                               |           |                               |                               |                               |                               |
|  | Colombie                            | Colombie                            | 3                                   | 3                                   |                               |           |                               |                               |                               |                               |

### Feuilles de match
1. ↑  (en) « 015 [SM] Sweden vs USA July 08 20:10 », sur roller-inline-hockey-toulouse2014.com, Championnats du monde 2014 (consulté le 9 juillet 2014)
2. ↑  (en) « 016 [SM] Czech Rep. vs Great Britain July 08 21:30 », sur roller-inline-hockey-toulouse2014.com, Championnats du monde 2014 (consulté le 9 juillet 2014).
3. ↑  (en) « 029 [SM] USA vs Czech Rep. July 09 17:30 », sur roller-inline-hockey-toulouse2014.com, Championnats du monde 2014 (consulté le 9 juillet 2014).
4. ↑  (en) « 032 [SM] Great Britain vs Sweden July 09 21:30 », sur roller-inline-hockey-toulouse2014.com, Championnats du monde 2014 (consulté le 9 juillet 2014).
5. ↑  (en) « 045 [SM] USA vs Great Britain July 10 17:30 », sur roller-inline-hockey-toulouse2014.com, Championnats du monde 2014 (consulté le 14 juillet 2014).
6. ↑  (en) « 048 [SM] Czech Rep. vs Sweden July 10 21:30 », sur roller-inline-hockey-toulouse2014.com, Championnats du monde 2014 (consulté le 14 juillet 2014).
7. ↑  (en) « 001 [SM] France vs Switzerland July 07 21:25 », sur roller-inline-hockey-toulouse2014.com, Championnats du monde 2014 (consulté le 7 juillet 2014).
8. ↑  (en) « 014 [SM] Canada vs Italy July 08 18:50 », sur roller-inline-hockey-toulouse2014.com, Championnats du monde 2014 (consulté le 10 juillet 2014).
9. ↑  (en) « 030 [SM] Switzerland vs Italy July 09 18:50 », sur roller-inline-hockey-toulouse2014.com, Championnats du monde 2014 (consulté le 10 juillet 2014).
10. ↑  (en) « 031 [SM] Canada vs France July 09 20:10 », sur roller-inline-hockey-toulouse2014.com, Championnats du monde 2014 (consulté le 10 juillet 2014).
11. ↑  (en) « 046 [SM] Switzerland vs Canada July 10 18:50 », sur roller-inline-hockey-toulouse2014.com, Championnats du monde 2014 (consulté le 16 juillet 2014).
12. ↑  (en) « 047 [SM] France vs Italy July 10 20:10 », sur roller-inline-hockey-toulouse2014.com, Championnats du monde 2014 (consulté le 16 juillet 2014).
13. ↑  (en) « 012 [SM] Argentina vs Spain July 08 16:10 », sur roller-inline-hockey-toulouse2014.com, Championnats du monde 2014 (consulté le 10 juillet 2014).
14. ↑  (en) « 013 [SM] Australia vs Namibia July 08 17:30 », sur roller-inline-hockey-toulouse2014.com, Championnats du monde 2014 (consulté le 10 juillet 2014).
15. ↑  (en) « 027 [SM] Namibia vs Argentina July 09 14:50 », sur roller-inline-hockey-toulouse2014.com, Championnats du monde 2014 (consulté le 10 juillet 2014).
16. ↑  (en) « 028 [SM] Spain vs Australia July 09 16:10 », sur roller-inline-hockey-toulouse2014.com, Championnats du monde 2014 (consulté le 12 juillet 2014).
17. ↑  (en) « 043 [SM] Argentina vs Australia July 10 14:50 », sur roller-inline-hockey-toulouse2014.com, Championnats du monde 2014 (consulté le 12 juillet 2014).
18. ↑  (en) « 044 [SM] Namibia vs Spain July 10 16:10 », sur roller-inline-hockey-toulouse2014.com, Championnats du monde 2014 (consulté le 12 juillet 2014).
19. ↑  (en) « 007 [SM] Brazil vs Russia July 08 10:50 », sur roller-inline-hockey-toulouse2014.com, Championnats du monde 2014 (consulté le 16 juillet 2014).
20. ↑  (en) « 011 [SM] Colombia vs Venezuela July 08 14:50 », sur roller-inline-hockey-toulouse2014.com, Championnats du monde 2014 (consulté le 16 juillet 2014).
21. ↑  (en) « 023 [SM] Venezuela vs Brazil July 09 12:10 », sur roller-inline-hockey-toulouse2014.com, Championnats du monde 2014 (consulté le 16 juillet 2014).
22. ↑  (en) « 025 [SM] Russia vs Colombia July 09 13:30 », sur roller-inline-hockey-toulouse2014.com, Championnats du monde 2014 (consulté le 16 juillet 2014).
23. ↑  (en) « 041 [SM] Brazil vs Colombia July 10 13:30 », sur roller-inline-hockey-toulouse2014.com, Championnats du monde 2014 (consulté le 16 juillet 2014).
24. ↑  (en) « 042 [SM] Venezuela vs Russia July 10 13:30 », sur roller-inline-hockey-toulouse2014.com, Championnats du monde 2014 (consulté le 16 juillet 2014).
25. ↑  (en) « 007 [SM] New Zealand vs Poland July 08 10:50 », sur roller-inline-hockey-toulouse2014.com, Championnats du monde 2014 (consulté le 8 juillet 2014).
26. ↑  (en) « 008 [SM] Latvia vs India July 08 12:10 », sur roller-inline-hockey-toulouse2014.com, Championnats du monde 2014 (consulté le 6 juillet 2014).
27. ↑  (en) « 018 [SM] India vs New Zealand July 09 08:10 », sur roller-inline-hockey-toulouse2014.com, Championnats du monde 2014 (consulté le 16 juillet 2014).
28. ↑  (en) « 022 [SM] Poland vs Latvia July 09 10:50 », sur roller-inline-hockey-toulouse2014.com, Championnats du monde 2014 (consulté le 16 juillet 2014).
29. ↑  (en) « 034 [SM] Latvia vs New Zealand July 10 08:10 », sur roller-inline-hockey-toulouse2014.com, Championnats du monde 2014 (consulté le 20 juillet 2014).
30. ↑  (en) « 039 [SM] India vs Poland July 10 12:10 », sur roller-inline-hockey-toulouse2014.com, Championnats du monde 2014 (consulté le 20 juillet 2014).
31. ↑  (en) « 003 [SM] Mexico vs Belgium July 08 08:10 », sur roller-inline-hockey-toulouse2014.com, Championnats du monde 2014 (consulté le 8 juillet 2014).
32. ↑  (en) « 004 [SM] Germany vs China July 08 09:30 », sur roller-inline-hockey-toulouse2014.com, Championnats du monde 2014 (consulté le 8 juillet 2014).
33. ↑  (en) « 019 [SM] China vs Mexico July 09 09:30 », sur roller-inline-hockey-toulouse2014.com, Championnats du monde 2014 (consulté le 20 juillet 2014).
34. ↑  (en) « 026 [SM] Belgium vs Germany July 09 13:30 », sur roller-inline-hockey-toulouse2014.com, Championnats du monde 2014 (consulté le 20 juillet 2014).
35. ↑  (en) « 038 [SM] China vs Belgium July 10 10:50 », sur roller-inline-hockey-toulouse2014.com, Championnats du monde 2014 (consulté le 20 juillet 2014).
36. ↑  (en) « 035 [SM] Mexico vs Germany July 10 09:30 », sur roller-inline-hockey-toulouse2014.com, Championnats du monde 2014 (consulté le 20 juillet 2014).
37. ↑  (en) « 050 [SM] Spain vs Germany July 11 08:10 », sur roller-inline-hockey-toulouse2014.com, Championnats du monde 2014 (consulté le 21 juillet 2014).
38. ↑  (en) « 051 [SM] Russia vs Latvia July 11 09:30 », sur roller-inline-hockey-toulouse2014.com, Championnats du monde 2014 (consulté le 21 juillet 2014).
39. ↑  (en) « 061 [SM] Czech Rep. vs Latvia July 11 16:40 », sur roller-inline-hockey-toulouse2014.com, Championnats du monde 2014 (consulté en juillet 2014).
40. ↑  (en) « 062 [SM] Switzerland vs Spain July 11 18:10 », sur roller-inline-hockey-toulouse2014.com, Championnats du monde 2014 (consulté le 22 juillet 2014).
41. ↑  (en) « 063 [SM] USA vs Italy July 11 19:40 », sur roller-inline-hockey-toulouse2014.com, Championnats du monde 2014 (consulté le 22 juillet 2014).
42. ↑  (en) « 064 [SM] Canada vs Sweden July 11 21:10 », sur roller-inline-hockey-toulouse2014.com, Championnats du monde 2014 (consulté le 22 juillet 2014).
43. ↑  (en) « 079 [SM] 1/2 Switzerland vs USA July 12 19:40 », sur roller-inline-hockey-toulouse2014.com, Championnats du monde 2014 (consulté le 23 juillet 2014).
44. ↑  (en) « 080 [SM] 1/2 Czech Rep. vs Canada July 12 21:10 », sur roller-inline-hockey-toulouse2014.com, Championnats du monde 2014 (consulté le 23 juillet 2014).
45. ↑  (en) « 093 [SM] 3/4 Switzerland vs Canada July 13 17:10 », sur roller-inline-hockey-toulouse2014.com, Championnats du monde 2014 (consulté le 23 juillet 2014).
46. ↑  (en) « 094 [SM] Final USA vs Czech Rep. July 13 18:40 », sur roller-inline-hockey-toulouse2014.com, Championnats du monde 2014 (consulté le 23 juillet 2014).
47. ↑  (en) « 077 [SM] Spain vs Italy July 12 16:40 », sur roller-inline-hockey-toulouse2014.com, Championnats du monde 2014 (consulté le 23 juillet 2014).
48. ↑  (en) « 078 [SM] Latvia vs Sweden July 12 18:10 », sur roller-inline-hockey-toulouse2014.com, Championnats du monde 2014 (consulté le 23 juillet 2014).
49. ↑  (en) « 089 [SM] Italy vs Latvia July 13 14:10 », sur roller-inline-hockey-toulouse2014.com, Championnats du monde 2014 (consulté le 23 juillet 2014).
50. ↑  (en) « 091 [SM] Spain vs Sweden July 13 15:40 », sur roller-inline-hockey-toulouse2014.com, Championnats du monde 2014 (consulté le 23 juillet 2014).
51. ↑  (en) « http://www.roller-inline-hockey-toulouse2014.com/scoreboard/054-sm-a4-vs-f2-july-11-1050/ », sur roller-inline-hockey-toulouse2014.com, Championnats du monde 2014 (consulté le 19 juin 2015).
52. ↑  (en) « 055 [SM] France vs Poland July 11 12:10 », sur roller-inline-hockey-toulouse2014.com, Championnats du monde 2014 (consulté le 19 juin 2015).
53. ↑  (en) « 057 [SM] Germany vs Colombia July 11 13:30 », sur roller-inline-hockey-toulouse2014.com, Championnats du monde 2014 (consulté le 19 juin 2015).
54. ↑  (en) « 059 [SM] Russia vs Australia July 11 14:50 », sur roller-inline-hockey-toulouse2014.com, Championnats du monde 2014 (consulté le 19 juin 2015).